# Miquel Puig i Massana
Miquel Puig i Massana (Barcelona, 12 d'octubre de 1924 - 4 de juliol de 2018) va ser un metge i cirurgià català, considerat el pioner de la cirurgia cardiovascular.
Fill i net de metges, es llicencià en medicina el 1949 per la Universitat de Barcelona. Tot i això, en comptes de la tradició familiar, que el portava a la ginecologia, aviat el va seduir la cirurgia. Va començar com a cirurgià general, i després es va sentir atret per una nova especialitat emergent: la cirurgia cardiovascular. Atès que no hi havia centres d'aquesta especialitat al país, se'n va anar a Lió, on es formà com a cardiòleg a l'hospital Édouard Herriot d'aquesta ciutat, i en diversos centres d'Europa i dels Estats Units. De retorn a Catalunya, es dedicà sobretot a difondre i a perfeccionar els coneixements adquirits. El 1966 s'incorporà al departament de cirurgia cardiovascular de la clínica Sant Jordi, que, sota la seva direcció, es convertí en un centre pioner de l'especialitat a l'Estat espanyol. Hi fundà un laboratori on investigà el rebuig en els trasplantaments de cor, la circulació extracorpòria i els al·loempelts valvulars. També impulsà un programa de formació de residents basat en la seva experiència en centres sanitaris dels Estats Units. El 1973, amb el seu equip, s'incorporà a l'Hospital Universitari de Bellvitge, on l'any següent fundà el Servei de Cirurgia Cardíaca, que dirigí fins a la jubilació (1990). Entre les seves aportacions sobresurt el disseny d'un anell per a l'anuloplàstia de la vàlvula mitral i la vàlvula tricúspide, anomenat "anell de Puig-Massana-Shiley", que va arribar a ser un dels més utilitzats i que avui encara perdura.
L'any 1990 es jubilà després d'haver participat en unes 12.000 intervencions quirúrgiques aproximadament. Abandonà la dedicació a la medicina, i passà a viure a la masia que tenia al peu del Montseny, on es dedicà al conreu de la terra, l'escultura i la pintura, mostrant una notable habilitat en aquesta darrera activitat.